# Hundtjärnen (Los socken)
Hundtjärnen är en sjö i den del av Ljusdals kommun som ligger i Dalarna och ingår i Ljusnans huvudavrinningsområde.